# سامی هوپیا
سامی هوپیا (تلفظ فنلاندی: [ˈsɑmi ˈhy:piæ]؛ زاده ۷ اکتبر ۱۹۷۳) سرمربی و مدافع سابق فوتبال فنلاندی است. او سابقه سرمربیگری بایر ۰۴ لورکوزن در بوندس‌لیگای آلمان را در کارنامه خود دارد.
او پس از شروع فوتبال خود در فنلاند، در ۱۹۹۹ به مدت ۱۰ سال به باشگاه لیورپول پیوست و موفق شد لیگ اروپا ٬ جام حذفی فوتبال انگلستان و لیگ قهرمانان اروپا را با این تیم فتح کند. او از ۲۰۰۹ تا ۲۰۱۱ در بایر ۰۴ لورکوزن بازی کرد.